# Longniddry
Longniddry est un village côtier situé dans l’East Lothian, en Écosse.